# Sváby Lajos
Sváby Lajos (Abádszalók, 1935. február 4. – Budapest, 2020. augusztus 13.) Kossuth-díjas magyar festő, főiskolai tanár, a magyar neoexpresszionizmus képviselője.

## Életpályája
1954 és 1960 között a Magyar Képzőművészeti Főiskola növendéke volt, ahol Kmetty János és Pór Bertalan voltak a mesterei. 1963 és 1965 között Dunaújvárosban dolgozott, 1965-től Budapesten élt. 1975-től a Magyar Képzőművészeti Főiskolán tanított, amelynek 1990-től 1991-ig megbízott, 1991 és 1995 között (nyugdíjba vonulásáig) pedig választott és kinevezett rektora volt. 1995-ben a londoni Kingston Egyetem díszdoktorává avatták.

## Ábrázolásmódja, festményei
Korai művei a monokróm festészet határait súrolják. 1967-es kiállításán kékes, szürkés, majdnem fekete munkákat állított ki.
Változás (1969) című alkotása címében is megfogalmazza a festészetében lezajló folyamatokat; ez az első harsány, színes képe. Ebben a periódusban festett műveire az erőteljes színek mellett a háttér sötét, fekete árnyalata, a meghatározhatatlan tér jellemző (Kialakulás, 1970). Biblikus témavilágot idéz az Izsák feláldozása (1971) című mű, ahol az apa valóban feláldozza fiát. Az 1975-ben készült Örkény István arcképe című munkán jelennek meg a háttéri elemek: szűk doboztérbe zárva, erőteljes rövidülésben ábrázolja az írót. Szélsőséges példát jelent az Alagútban (1979) című mű, ahol az önarckép szinte teljesen eltorzul a közeli szemből való nézet követelményeinek megfelelően.
Az 1980-as évektől kilép a zárt térszerkezetből, figuráit táji környezetbe helyezi. Zárt tér (1982) című képén maga a vászon síkként metszi el az elénk táruló jelenetet: egy buja nőalakot férfikezek simogatnak, de ezek a kezek csak testrészekként jelennek meg, nincs mögöttük a férfi alakja. A kéz megjelenése a teremtésre is utalhat, míg az alak elszigeteltségét a magyar kultúra sajátosságának kifejezéseként is értelmezhetjük. Korábbi munkái közül az Odüsszeusz távol Penelopétől (1971) című mű állítható ezzel párhuzamba, de ott nincs annyira egyedül a figura.
Az 1980 körül megjelenő pasztellképei konkrétabb távlatokat mutatnak, míg rajzain az időtlenséget, a tér nélküliséget jeleníti meg. Genezis (1989) című rajzsorozatát az egymásba fonódó növények és emberi testek zsúfolt együtteséből építi fel. 22 rajzból áll a sorozat, ihletője a művésznek a Szent Földön tett látogatása, mely inspirálta a Biblia mélyebb megismerésére.
Könyvek illusztrálására is vállalkozott, köztük Somlyó György Nem titok című verskötetének illusztrátora (1992).
Számos művét jeles közgyűjtemények őrzik, köztük Damjanich János Múzeum, Szolnok; Kortárs Magyar Galéria, Dunaszerdahely; Magyar Nemzeti Galéria, Budapest; Petőfi Irodalmi Múzeum, Budapest; Rippl-Rónai Múzeum, Kaposvár.

## Kiállításai (válogatás)[7]

### Egyéni
- 1967 Budapest (Melocco Miklóssal)
- 1972 Budapest
- 1973 Budapest
- 1975 Dunaújváros
- 1976 Kecskemét
- 1978 Székesfehérvár, Veszprém
- 1980 Szolnok, Hatvan
- 1983 Siófok-Balatonszéplak, Tihany, Abádszalók
- 1984 Budapest, Keszthely
- 1985 Szeged, Berlin, Chateau-Musee de Cagnes sur-Mer
- 1987 Szombathely
- 1989 Budapest
- 1992 Budapest
- 1994 Budapest
- 1995 Szolnok, Karcag
- 1998 Simontornya, Veszprém, Pécs, Szolnok
- 2001 Dunaszerdahely, Szerencs
- 2002 Zalaegerszeg
- 2003 Párizs, Eger, Mátészalka, Budapest, Oberschützen (Ausztria)
- 2004 Szolnok
- 2006 Abádszalók, Budapest
- 2009 Budapest, Abádszalók
- 2010 Tiszafüred
- 2014 Budapest Képzőművészeti Egyetem Életmű kiállítás
- 2015 Budapest
- 2017 Szolnok

### Csoportos
- 1962 Miskolc
- 1965-1967 Budapest
- 1972 Mai magyar művészet, Városháza, Frederiksberg
- 1975 Budapest
- 1978 Budapest
- 1987 Amszterdam
- 1988 NSZK
- 1997 Budapest
- 1999 Oberschützen
- 2000 Genf
- 2001 Budapest, Gödöllő
- 2004 DOYENEK III. KOGART Ház, Kovács Gábor Művészeti Alapítvány, Budapest (Kiállító művészek: Bartl József, Breznay József, Csernus Tibor, Deim Pál, Erdélyi Eta, Fóth Ernő, Gerzson Pál, Konfár Gyula, Mácsai István, Maurer Dóra, Molnár Sándor, Nagy B. István, Paizs László, Schéner Mihály, Sváby Lajos, Szalay Ferenc, Veress Sándor László.)

## Köztéri művei
- pannó (1968, olaj, farost, Mezőcsát, Művelődési Ház Színházterem)
- mozaik (1974-1975, Budapest, Országos Kardiológiai Intézet)
- sgraffito (1979-1980, Sárospatak, iskola homlokzata)
- sgraffito (1979-1980, Szeged-Mórahalom lakótelep (Fekete Tamás (szobrász))

## Írásai (válogatás)
- A festő dolga (Mozgó Világ, 1980/4)
- Csodalényekre van szükségünk? (Filmvilág, 1980/10)
- Donald Kacsa mosolya, Mona Lisa búja (Filmvilág, 81/6)
- "Az idő festője", Filmvilág, 82/1.
- In memoriam Bernáth Aurél (Somogy megyei Múzeumok Közleményei, V., 1982)
- "Levélváltás a Képzőművészeti Főiskoláról." Beszélő 1991. június 1. (Előzmények a Beszélő 1991. április 20., 1991. május 4-i számaiban.)
- Megnyitó beszéd (Vásárhelyi Őszi Tárlat, Élet és Irodalom, 1996. november 22.)
- "Szolnokról gondolkozva mindig a barátaimra emlékezem." Szolnokról. Vallomás- és interjúkötet. Szolnok, 2001
- Sváby Lajos festőművész: Bukta Norbert képei elé. Leporelló Bukta Norbert "Aki él, nem rejtőzhet el" c. kiállításához. 2003
- Érzések, emlékek, képzetek; Magyar Képzőművészeti Egyetem, Budapest, 2014

## Díjak, elismerések (válogatás)
- Derkovits-ösztöndíj (1963-1966)
- Munkácsy Mihály-díj (1973)
- Érdemes művész-díj (1985)
- Kossuth-díj (1994)
- Magyar Művészetért 2000-díj (2000)
- Prima Primissima díj (2005)
- Életmű-díj (2005)
- Abádszalók díszpolgára (2009)[8]
- A Román Kulturális Intézet nívódíja (2010)[9]
- Kisoroszi díszpolgára (2007)
- Életmű-díj (2017)